# Bruce Edwards
Bruce Edwards (16. november 1954 – 8. april 2004) var fast caddie for golfspilleren Tom Watson.
Edwards begyndte som caddie for Watson i 1973 og assisterede ham frem til 1989. Edwards arbejde derefter for Greg Norman, men vendte tilbage til Watson i 1992 og forblev hans caddie indtil 2003. Det år fik han diagnosen amyotrofisk lateral sklerose (ALS), men fortsatte med at assistere Watson indtil anstrengelsen blev for stor.
Hans liv er skildret i bogen Caddy For Life: The Bruce Edwards Story (ISBN 0-316-77788-9) skrevet af hans biograf John Feinstein.
Edwards døde på grund af ALS i 2004, 49 år gammel, i sit hjem i Florida.